# Anatole Litvak
Anatole Litvak (Анатоль Литвак) (Kiev, 10 de mayo de 1902-Neuilly-sur-Seine cerca de París, 15 de diciembre de 1974) fue un cineasta estadounidense de origen ucraniano que escribió, dirigió y produjo filmes en diversas lenguas, y culminó su carrera en los Estados Unidos.

## Trayectoria
Registrado como Mikhail Anatol Litvak en Kiev, Ucrania (en ese entonces parte del Imperio ruso), Litvak creció en una familia acomodada de origen judío. Emigró a Berlín, Alemania, en 1925, donde estuvo trabajando hasta la llegada de los nazis. Pasó en primer lugar a París, donde siguió haciendo cine. Allí destacó por su película Mayerling, y entre sus asistentes en Francia, Max Ophüls fue luego un director reconocido.
Mayerling le dio una reputación internacional como director, siendo un film muy alabado por los críticos, que se reconoció como modelo de obra romántica. Su éxito con Mayerling le supuso a Litvak ser invitado a Hollywood.
Fue más conocido aún tras su llegada a la Warner, llamado por la compañía cinematográfica estadounidense.
Dirigió la comedia Tovarich, sobre la aristocracia rusa, arruinada luego de la revolución. Luego filmó Confessions of a Nazi Spy, film de 1939, protagonizado por Edward G. Robinson (aquí, agente del FBI). En 1940, rodó City for Conquest, con actores como James Cagney y el director Elia Kazan. Ese mismo año, además hizo El cielo y tú, larga y compleja película ambientada en Europa.
Litvak, ya ciudadano americano, se alistó en el ejército para combatir en la Segunda Guerra Mundial, y además colaboró en obras de propaganda, con el director de cine Frank Capra. Además, Litvak dirigió  The Battle of Russia, Operation Titanic (ambos de 1943) y War Comes to America (1945), filmes escritos por Anthony Veiller, narrados por Walter Huston, e ilustrados musicalmente por Dimitri Tiomkin, otro ruso emigrado a Hollywood. Dado el manejo de diversas lenguas (ruso, alemán, francés) Litvak supervisó algunas películas por entonces.
Tras la guerra, Litvak volvió a filmar: Nido de víboras (1948), con Olivia de Havilland; Decision Before Dawn (1951); y Anastasia (1956), hecha en París, con Ingrid Bergman, Yul Brynner y Helen Hayes. Era la primera cinta de Bergman en los EE. UU. desde hacía años.
Litvak hizo su gran carrera de cine en Norteamérica, a partir de 1936 y hasta 1979, llegando a ser además productor. Logró varios galardones, incluyendo una nominación al Óscar como Mejor director, por la película Nido de víboras, en 1948.
Murió en Francia en 1974, a los 72 años.

## Filmografía
| - Dolly macht Karriere (1930) - Nie wieder Liebe (1931) - Coeur de lilas (1932) - Sleeping Car (1933) - L'Équipage (1935), El equipaje - Mayerling (1936), Sueños de Príncipe - The Woman I Love (1937) - Tovarich (1937) - Confessions of a Nazi Spy (1939) - The Sisters (1938) - The Amazing Dr. Clitterhouse (1938) - Castle on the Hudson (1940) - City for Conquest (1940) - All This and Heaven Too (1940), El cielo y yo - Out of the Fog (1941) | - Blues in the Night (1941) - This Above All (1942) Se fiel a ti mismo - The Long Night (1947) - Sorry, Wrong Number (1948), Voces de muerte - The Snake Pit (1948), Nido de víboras - Decision Before Dawn (1951) - Act of Love (1953) - The Deep Blue Sea (1955) - Anastasia (1956) - Mayerling (1957) - The Journey (1959) - Goodbye Again (1961), No me digas adiós - Five Miles to Midnight (1962) - La noche de los generales (1967) - The Lady in the Car With Glasses and a Gun (1970) |

## Premios y distinciones
Premios Óscar
| Año  | Categoría      | Trabajo nominado | Resultado |
| ---- | -------------- | ---------------- | --------- |
| 1949 | Mejor director | Nido de víboras  | Nominado  |

Festival Internacional de Cine de Venecia
| Año  | Categoría            | Galardonado     | Resultado |
| ---- | -------------------- | --------------- | --------- |
| 1949 | Premio Internacional | Nido de víboras | Ganador   |